# Bleu Noir
Bleu Noir es el octavo álbum de estudio de la artista francesa Mylène Farmer, el cual salió la venta el 6 de diciembre de 2010. 

## Lista de canciones
| N.º | Título                                          | Duración |  |
| 1.  | «Oui Mais... Non»                               | 4:19     |  |
| 2.  | «Moi Je Veux»                                   | 3:30     |  |
| 3.  | «Bleu Noir»                                     | 4:04     |  |
| 4.  | «N'Aie Plus D'Amertume»                         | 4:15     |  |
| 5.  | «Toi L'Amour»                                   | 4:40     |  |
| 6.  | «Lonely Lisa»                                   | 3:02     |  |
| 7.  | «M'Effondre»                                    | 3:33     |  |
| 8.  | «Light Me Up»                                   | 5:09     |  |
| 9.  | «Leila»                                         | 3:51     |  |
| 10. | «Diabolique Mon Ange»                           | 5:00     |  |
| 11. | «Inseparables»                                  | 4:08     |  |
| 12. | «Inséparables (Version Francesa) [Bonus Track]» | 3:14     |  |

- Datos: Q1952952